# Zwergstern

Vereinfachte Darstellung eines Hertzsprung-Russell-Diagramms

Unter einem Zwergstern wird in der Astronomie im Allgemeinen ein Hauptreihenstern verstanden. Diese befinden sich nach Yerkes-Klassifikation in der Leuchtkraftklasse V. Hauptreihensterne stellen die bei Weitem zahlreichsten Sterne dar. Im Gegensatz zu anderen Sternen setzen Hauptreihensterne ihre Energie durch die Fusion von Wasserstoff im stellaren Kern frei. Nichthauptreihensterne sind dagegen entwickelte Sterne, deren Wasserstoffvorrat im Kern erschöpft ist. Die Bezeichnung Zwerg ist hierbei relativ zu anderen Sternen desselben Spektraltyps, aber höherer Leuchtkraftklasse (Riesensternen): Betrachtet man Sterne gleicher Effektivtemperatur, so haben Sterne mit höherer Leuchtkraft auch einen größeren Radius. Nach dem jeweiligen Spektraltyp spricht man auch von z. B. gelben Zwergen (etwa bei der Sonne) oder von roten Zwergen.
Weitere stellare und substellare Objekte in der Astronomie führen „Zwerg“ im Namen, sind aber keine Hauptreihensterne und werden daher nicht zu den eigentlichen Zwergsternen gezählt:
- Weiße Zwerge sind Sternüberreste, in denen die Kernfusion erloschen ist und die aufgrund ihrer Restwärme und der Erwärmung während der finalen Kontraktionsphase des Sterns (nach dem Versiegen des inneren Strahlungsdrucks), die zur Entstehung des Weißen Zwergs führt[3], Oberflächentemperaturen von 100.000 K und darüber aufweisen können. Sie haben einen Durchmesser von etwa 0.9 bis 2.2 Erdradien, aber eine Masse von 0.2 bis 1.4 Sonnenmassen, was eine extrem hohe Dichte der Materie Weißer Zwerge bedeutet.[4] Dabei ist (aufgrund der Entartungszustände im Inneren dieser Sternüberreste) der Radius kleiner, je größer die Masse des Weißen Zwergs ist.[5] Im weiteren Verlauf kühlt ein Weißer Zwerg ab und wird leuchtschwächer, bis er sich nach einigen zehn Milliarden Jahren zu einem Schwarzen Zwerg entwickelt hat. Diese Objekte sind aufgrund der langen Dauer dieses Abkühlungsprozesses bislang hypothetisch, d. h., es ist kein Vertreter beobachtet worden.[6]

- Braune Zwerge sind substellare Objekte, die sich wie Sterne aus dichten Molekülwolken bilden, aber dabei nicht die notwendige Masse erreichen, um die Wasserstofffusion im Kern zu zünden. Sie können allerdings mit der Deuteriumfusion beginnen.[7]